# Morelladon
Morelladon genere estinto di dinosauro ornithopode vissuto nel Cretaceo inferiore circa 130 milioni di anni fa, in quella che oggi è la Spagna.
Nel 2013, un team congiunto della Universidad Nacional de Educación a Distancia (UNED) e dell'Università Autonoma di Madrid, presso il Mas de Sabaté (CMP-MS), scoprì uno scheletro parziale di un'euornithopode, nella cava di Morella. Il fossile ritrovato è stato descritto e preparato dai paleontologi Juan Miguel Soler, Miguel Ángel Aguilar, Jesús Royo e Manuel Domingo García.

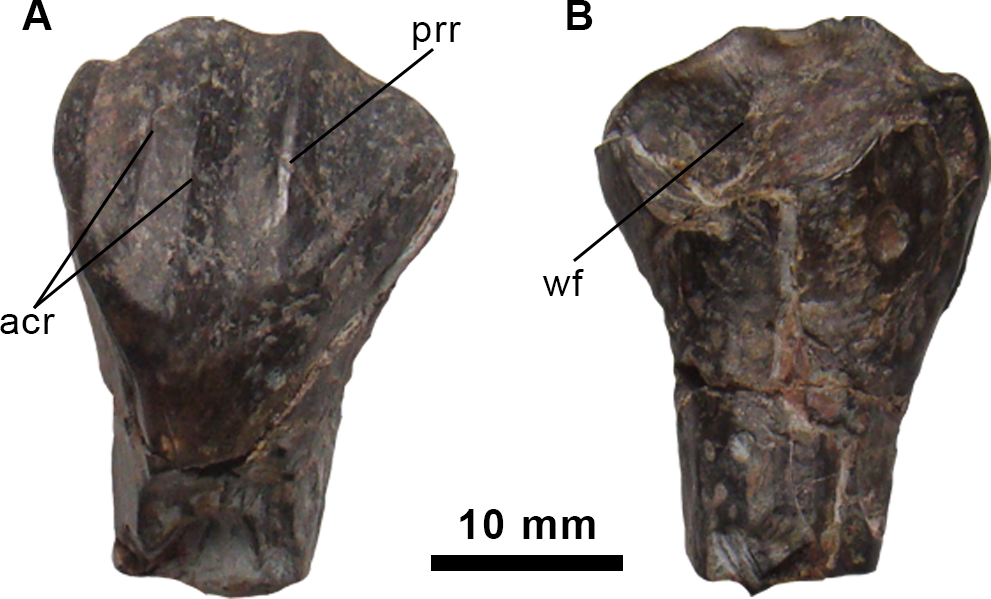
Denti di M. beltrani

Nel 2015, il fossile è stato descritto dai paleontologi José Miguel Gasulla, Fernando Escaso, Iván Narváez, Francisco Ortega e José Luis Sanz che hanno ribattezzato il fossile come la specie tipo Morelladon beltrani. Il nome generico deriva dal greco antico e combina le parole Morella (luogo del ritrovamento) con il termine greco ὀδών, odoon, "dente". Il nome specifico, invece, onora Victor Beltrán, il proprietario del Vega del Moll SA, un'impresa di sfruttamento delle cave, per la sua cooperazione con la ricerca scientifica.
L'olotipo, (CMP-MS-03), è stato ritrovato in uno strato della Formazione Arcillas de Morella, tradizionalmente datata ai primi dell'Aptiano, ma secondo recenti studi tale formazione sarebbe datata verso la fine del Barremiano. L'olotipo consiste in uno scheletro parziale a cui purtroppo manca il cranio. L'olotipo comprende un dente della mascella destra, sette vertebre dorsali, alcuni frammenti di spine neurali delle vertebre dorsali, due costole parziali, un osso sacro, due costole parziali e lo stinco destro.
Il Morelladon è un'euornithopode di medie dimensioni, la cui lunghezza media era di circa 6 metri, per un peso di circa due tronnellate.